# Serra da Barriga

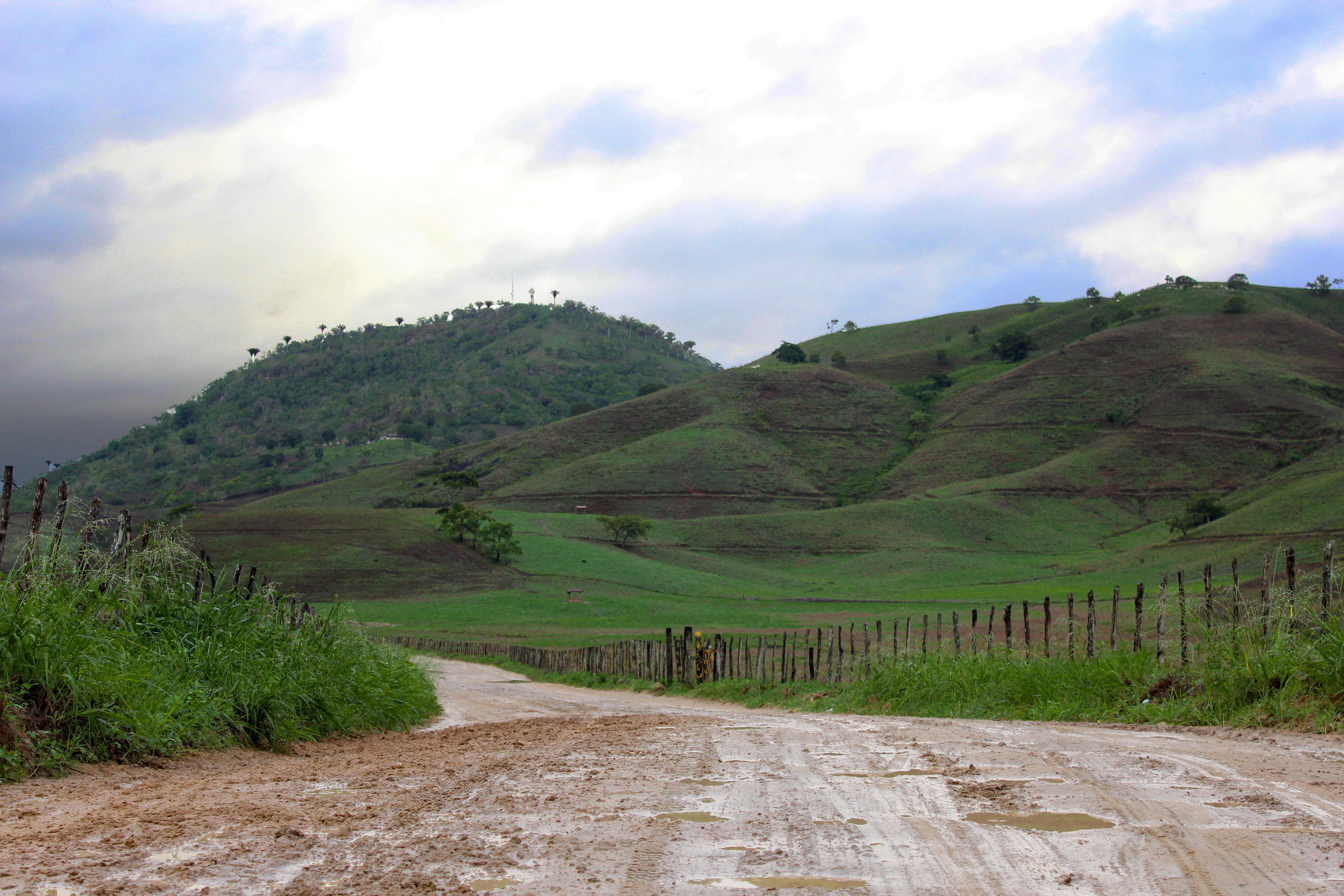
Pé da Serra da Barriga

Serra da Barriga está localizada no atual município de União dos Palmares, no estado de Alagoas. À época do Quilombo dos Palmares, fazia parte da Capitania de Pernambuco.
Foi tombada pelo Instituto do Patrimônio Histórico e Artístico Nacional (IPHAN) em 1986.
A Serra da Barriga faz parte do Planalto Meridional da Borborema, unidade geomorfológica que compreende terrenos cristalinos submetidos à ação de clima quente e úmido. A área ocupada pela Serra da Barriga e suas ramificações para nordeste, tomando como ponto de partida o vale de um afluente do riacho Açucena até o vale do Mundaú, atinge 8,6 km de comprimento e a sua largura máxima do vale do riacho Pichilinga, ao norte, até o vale do riacho Açucena, ao sul, é de 3,35 km o que lhe dá uma área aproximada de 27,97 km quadrados.